# Франк Шаффер
Франк Шаффер  (нім. Frank Schaffer, 23 жовтня 1958) — німецький легкоатлет, олімпійський медаліст.

## Виступи на Олімпіадах
| Олімпіада   | Дисципліна              | Місце |
| ----------- | ----------------------- | ----- |
| Москва 1980 | біг на 400 метрів       | 3     |
| Москва 1980 | естафета 4 x 400 метрів | 2     |